# Скат Циновского
Скат Циновского (лат. Bathyraja tzinovskii) — малоизученный и редкий вид хрящевых рыб рода глубоководных скатов семейства Arhynchobatidae отряда скатообразных. Обитают в глубоких водах северо-западной части Тихого океана. Встречаются на глубине до 2500 м. Их крупные, уплощённые грудные плавники образуют округлый диск со треугольным рылом. Максимальная зарегистрированная длина 94 см. Откладывают яйца. Рацион состоит из донных беспозвоночных. Не являются объектом целевого промысла.

## Таксономия
Впервые вид был научно описан в 1983 году. Вид назван в честь российского океанографа Циновского В. Д.

## Ареал
Эти скаты обитают водах Японии (Хонсю) и России (Камчатка, Курильские острова, Сахалин). Встречаются на материковом склоне глубине от 1776 до 2500 м.

## Описание
Широкие и плоские грудные плавники этих скатов образуют ромбический диск с широким треугольным рылом и закруглёнными краями. Позади глаз расположены брызгальца. На вентральной стороне диска расположены 5 жаберных щелей, ноздри и рот. На хвосте имеются латеральные складки. У этих скатов 2 редуцированных спинных плавника и редуцированный хвостовой плавник. Максимальная зарегистрированная длина 94 см.     

## Биология
Эмбрионы питаются исключительно желтком. Эти скаты откладывают яйца, заключённые в роговую капсулу с твёрдыми «рожками» на концах длиной 8,5 и шириной 4,9 см.

## Взаимодействие с человеком
Эти скаты не являются объектом целевого лова. Они обитают слишком на большой глубине, чтобы попадаться в качестве прилова. Международный союз охраны природы  оценил охранный статус вида как «Вызывающий наименьшие опасения».